# مييون
تشو مي يون (هانغول: 조미연، هانجا:曺薇娟 ؛ ولدت في 31 يناير 1997) ،معروفو باسم مييون، هي مغنية كورية جنوبية، وهي المطربة الرئيسية لفرقة الفتيات الكورية الجنوبية جي أيدل تحت وكالة كيوب إنترتينمنت.

## النشأة
ولدت تشو في 31 يناير 1997. وهي وحيدة والديها.  أبدت تشو اهتمامًا كبيرًا بالغناء منذ أن كانت طفلة.  استوحت حبها للموسيقى من والدها.  سرعان ما أدرك والديها شغفها وأرسلوها إلى مدارس الموسيقى لتتعلم مهارات مختلفة، مثل الكمان والغيتار والبيانو.
بتشجيع من الأصدقاء والعائلة، شاركت تشو في تجارب اداء لـ واي جي إنترتينمنت خلال المدرسة الإعدادية.  تدربت في الوكالة لمدة خمس سنوات.
واصلت تشو متابعة الموسيقى أثناء اشتراكها في أكاديمية موسيقية لتعزيز مهاراتها الصوتية، بالإضافة إلى تعلم تأليف وإنتاج الموسيقى، قضن تشو حوالي ثماني سنوات كمتدرب قبل الظهور لأول مرة مع جي أيدل.

## المهنة

### 2016-2018: أنشطة ما قبل الظهور لأول مرة
في عام 2016، أصبح تشو متدربة في كيوب إنترتينمنت، ثم أصبحت مغنية مستقلة وظهرت كمغنية مشاركة في عدة اغاني في سبتمبر 2016،

### 2018– حتى الآن:جي أيدل
ظهرت تشو لأول مرة مع جي أيدل في 2 مايو 2018 بألبومهم الصغير I Am وأغنية الرئيسية "Latata".
في عام 2020، ظهرت في برنامج المنافسة الموسيقية King of Mask Singer ، وفازت في الجولة الأولى مع 64 نقطة، في الجولة الثانية، قامت بأداء أغنية Goodbye Sadness and Hello Happiness لكنها خسرت أمام ايم كانغ سونغ